# Arcelia Ramírez
Arcelia Ramírez Coria (Ciutat de Mèxic, 7 de desembre de 1966) és una actriu de televisió, cinema i teatre mexicana.
Ha estat nominada quatre vegades al Premi Ariel, dos a la millor actriu (1997, 2000) i dues a la millor actriu de repartiment (2001 i 2003). Va iniciar la seva carrera al cinema i va realitzar telenovel·les per Televisa i sèries per Netflix. El seu paper més destacat fou a Así es la vida, que fou projectada a la secció Un Certain Regard del 53è Festival Internacional de Cinema de Canes.

## Filmografia
Cinema
- Jirón de niebla (2017)
- Nadie sabrá nunca, de Jesús Torres Torres (2017)
- Verónica, de Carlos Algara i Alejandro Martínez-Beltrán (2017) ... Psicóloga
- Los fabulosos 7 (2013)
- Guten Tag, Ramón (2013)
- No se aceptan devoluciones (2013)
- Potosí (2013)
- Las razones del corazón (2011)
- Rock Marí (2010)
- Cómo no te voy a querer, de Víctor Avelar (2008) ... Mare d'Hugo
- El viaje de Teo (2007)
- Sexo, amor y otras perversiones (2006)
- El bulto para presidente (2005)
- 13 latidos de amor (2004)
- La niña en la piedra (2004) ... Maestra
- Tan infinito como el desierto (2004)
- Sofía (2003)
- Zurdo (2003)
- Si un instante (2003)
- Francisca (2002)
- Malos presagios (2002)
- Perfume de violetas (2001) ... Alicia
- Así es la vida (2000)
- Juegos bajo la luna (2000)
- Rizo (1999)
- En un claroscuro de la luna (1999)
- Crónica de un desayuno (1999)
- Reclusorio III (1999)
- El cometa (1999)
- L'última trucada (1996)
- Cilantro y perejil (1995)
- El tesoro de Clotilde (1994)
- El triste juego del amor (1993)
- La última batalla (1993)
- Mi primer año (1992)
- Serpientes y escaleras (1992)
- Como agua para chocolate (1992)
- Agonía (1991)
- Ciudad de ciegos (1991)
- La mujer de Benjamín (1991)
- Con el amor no se juega (El espejo de dos lunas) (1991)
- Ceremonia (1990)
- El secreto de Romelia (1988)
- En un bosque de la China (1987)
- El centro del laberinto (1985)

Sèries i telenovel·les
- Vencer el miedo (2020) - Inés Bracho de Durán
- El Club (2019) - María (Sèrie de Netflix)
- Hijas de la luna (2018) - Margarita Treviño
- Un extraño enemigo (2018) - Adela
- El Chema (2016-2017) - Elvira Mendivíl
- Por siempre Joan Sebastian (2016) - Leticia "Lety"
- Un camino hacia el destino (2016) - Maribel
- El color de la pasión (2014) - Sara Ezquerra Camargo
- Camelia la Texana (2014) - La Nacha
- Dos chicos de cuidado en la ciudad (2003) - Claudia
- La calle de las novias (2000) - Emilia Mendoza
- El precio de tu amor (2000) - Fátima Denilunga
- La jaula de oro (1997) - Martha
- Pueblo chico, infierno grande (1997) - Ignacia La Renteria de Ruan
- Más allá del puente  (1994) - Carolina Sandoval
- De frente al sol (1992) - Carolina Sandoval
- The Two Way Mirror (1990) - Susana
- Mi segunda madre (1989) - Alma
- Dulce desafío (1988) - Olga Lucía Reynosa

## Premis i nominacions
Premis Ariel
| Any  | Categoria                  | Pel·lícula                  | Resultat |
| ---- | -------------------------- | --------------------------- | -------- |
| 2017 | Millor actriu de quadre    | Jirón de niebla             | Nominat  |
| 2003 | Millor coactuació femenina | Francisca                   | Nominat  |
| 2001 | Millor coactuació femenina | Perfume de violetas         | Nominat  |
| 2000 | Millor actriu              | En un claroscuro de la luna | Nominat  |
| 1997 | Millor actriu              | Cilantro y perejil          | Nominat  |

Premis TvyNovelas
| Any  | Categoria              | Telenovel·la        | Resultat  |
| ---- | ---------------------- | ------------------- | --------- |
| 2020 | Millor primera actriu  | Vencer el miedo     | Guanyador |
| 1994 | Millor actriu jove     | Más allá del puente | Nominada  |
| 1993 | Millor actriu debutant | De frente al sol    | Guanyador |

Festival de l'Havana
| Any  | Categoria     | Pel·lícula     |
| ---- | ------------- | -------------- |
| 2000 | Millor actriu | Así es la vida |

VII Mostra de Cinema Llatinoamericà de Lleida
| Any  | Categoria     | Pel·lícula     |
| ---- | ------------- | -------------- |
| 2000 | Millor actriu | Así es la vida |

MTV Movie Awards
| Any  | Categoria        | Pel·lícula |
| ---- | ---------------- | ---------- |
| 2002 | La mamà más mala | Francisca  |